# Акола
Ако́ла (англ. Akola, маратхі अकोला) — місто, адміністративний центр округу Акола, штат Махараштра, Індія.

## Географія
Місто розташоване приблизно за 584 км на північний схід від Бомбея і за 250 км на південний схід від Наґпуру. Середня висота міста над рівнем моря — 282 метра. Через Аколу протікає річка Морна; на північ від міста протікає велика річка Пурна. На північ від Аколи розташовуються пагорби Мелгхат.

### Клімат
Місто знаходиться у зоні, котра характеризується кліматом тропічних саван. Найтепліший місяць — травень із середньою температурою 33.9 °C (93 °F). Найхолодніший місяць — січень, із середньою температурою 20.6 °С (69 °F).
| Клімат Акола            | Клімат Акола | Клімат Акола | Клімат Акола | Клімат Акола | Клімат Акола | Клімат Акола | Клімат Акола | Клімат Акола | Клімат Акола | Клімат Акола | Клімат Акола | Клімат Акола | Клімат Акола |
| Показник                | Січ.         | Лют.         | Бер.         | Квіт.        | Трав.        | Черв.        | Лип.         | Серп.        | Вер.         | Жовт.        | Лист.        | Груд.        | Рік          |
| Середній максимум, °C   | 29,9         | 32,8         | 37,3         | 40,9         | 42,5         | 37,6         | 32,4         | 30,6         | 32,5         | 34,1         | 31,7         | 29,5         | 34,3         |
| Середня температура, °C | 21           | 23           | 28           | 32           | 34           | 31           | 27           | 27           | 27           | 26           | 23           | 21           | 26           |
| Середній мінімум, °C    | 13,1         | 15,4         | 19,7         | 24,2         | 27,3         | 25,5         | 23,5         | 23           | 22,5         | 19,7         | 15,6         | 12,4         | 20,2         |
| Норма опадів, мм        | 10           | 8            | 8            | 5            | 9            | 137          | 230          | 169          | 149          | 47           | 18           | 12           | 801          |
| ----------------------- | ------------ | ------------ | ------------ | ------------ | ------------ | ------------ | ------------ | ------------ | ------------ | ------------ | ------------ | ------------ | ------------ |
| Джерело: Weatherbase    |              |              |              |              |              |              |              |              |              |              |              |              |              |

## Населення
За даними перепису 2011 року населення міста становить 427 146 чоловік.
За даними всеіндійського перепису 2001 року, у місті проживало 399 978 чоловік, з яких чоловіки становили 52 %, жінки — відповідно, 48 %. Рівень писемності дорослого населення становить 75 % (при загальноіндійському показнику 59,5 %). 13 % населення було молодше 6 років.

## Економіка
Економіка міста та його округів заснована на вирощуванні бавовни та бобових, текстильної промисловості й інших галузях. Розвинена торговля. В Аколі розташована ТЕЦ.

## Транспорт
За 7 км від міста є аеропорт Акола, який приймає місцеві рейси. Найближчі міжнародні аеропорти знаходяться в Нагпурі (250 км) та Аурангабаді (265 км). Через місто проходить національне шосе № 6 (NH6), що об'єднує Сурат та Калькутту. Це шосе є частиною азіайського шосе № 46 (AH46). Через муніципалітет проходять також шосе штату № 68 і № 69. Є залізничне сполучення.

## Галерея

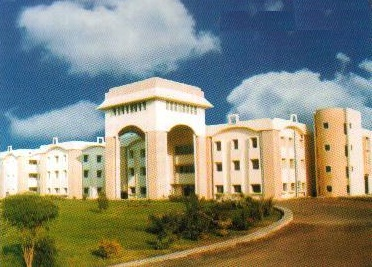
Інженерно-технічний коледж
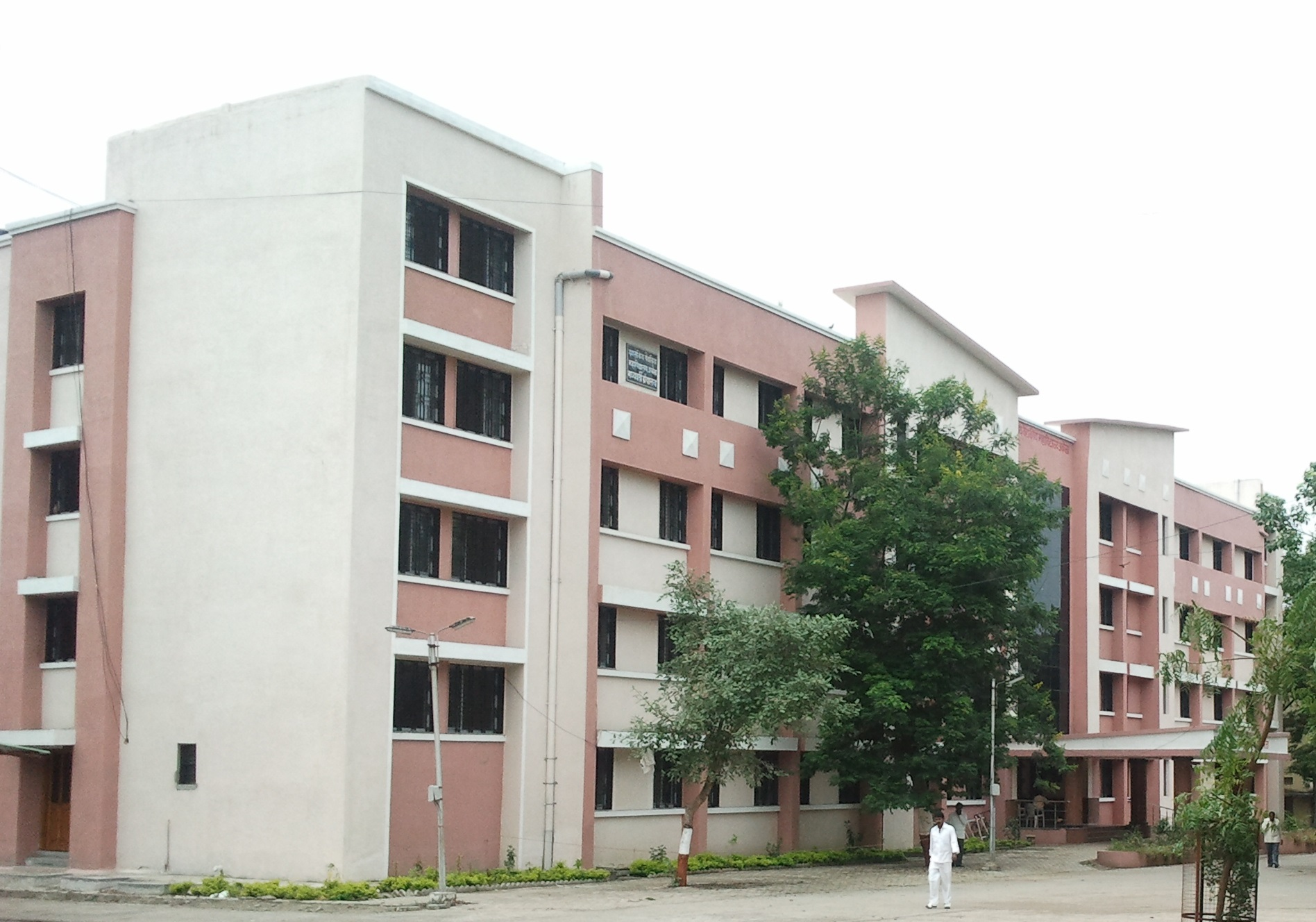
Державний медичний коледж